# Bosc-Bérenger
Bosc-Bérenger is een gemeente in het Franse departement Seine-Maritime (regio Normandië) en telt 177 inwoners (1999). De plaats maakt deel uit van het arrondissement Dieppe.

## Geografie
De oppervlakte van Bosc-Bérenger bedraagt 3,4 km², de bevolkingsdichtheid is 52,1 inwoners per km².
De onderstaande kaart toont de ligging van Bosc-Bérenger met de belangrijkste infrastructuur en aangrenzende gemeenten.

## Demografie
Onderstaande figuur toont het verloop van het inwonertal (bron: INSEE-tellingen).